# Festival de musique de Gabala
Le Festival de musique de Gabala (azéri : Qəbələ beynəlxalq musiqi festivalı) - se tient dès 2009, chaque année en été, dans une ville azerbaïdjanaise de Gabala (région de Gabala). Le festival est organisé à l’aide du Fonds Heydar Aliyev. Les initiateurs du festival sont Farkhad Badalbeyli, recteur de l’Académie de Musique de Bakou et Dmitri Yablonski, chef d'orchestre. Les performances des musiciens se passent sous le ciel ouvert. Les musiciens des républiques postsoviétiques, de l'Europe, des États-Unis et d’Israël participent au festival. En 2009, le festival coïncidait avec le concours des jeunes pianistes. En dehors des concerts de musique classique, quelques soirées ont été consacrées au Jazz et au Mugham. En 2010, le festival a eu lieu au mois d’août. Les musiciens étaient venus de plusieurs pays du monde. Mme Irina Bokova, directrice générale de l’UNESCO assistait aussi à l’ouverture du festival. Comme en 2009, le festival a commencé par l’ouverture de l’opéra « Keroglu » Üzeyir Hacıbəyov. C’était l’Orchestre Philharmonique Royal de la Grande-Bretagne qui avait ouvert le festival. Au festival participaient des musiciens renommés, tel que Dmitri Yablonski, Iouri Bachmet, Chloe Hanslip, Boris Berezovsky et beaucoup d’autres musiciens azerbaïdjanais et étrangers. En 2011 le festival durera du 15 juillet au 5 août.

## Histoire
Le Festival international de musique de Gabala est organisé pour la première fois en 2009 dans la ville de Gabala. Des spectacles ont été donnés par des musiciens célèbres de 16 pays tels que les États-Unis, la France, Israël, le Mexique, Cuba, la Pologne, la Russie, l’Italie, l’Espagne, etc. En 2010, le festival a eu lieu en août et la directrice générale de l'UNESCO, Irina Bokova, a assisté à la cérémonie d'ouverture du festival. Le festival a commencé avec l'ouverture de l'opéra "Koroglu" d'Uzeyir Hajibeyov, interprété par l’Orchestre philharmonique royal et dirigé par le professeur de la Juilliard School of Music de New York, Oksana Yablonskaya et le chef d'orchestre azéri Rauf Abdullayev. 
En 2011, le festival a débuté le 15 juillet et s'est achevé le 5 août. Le concours de jeunes pianistes a eu lieu parallèlement au festival de musique. 21-22 juillet était la finale du Concours de piano de Gabala accompagné par l'Orchestre symphonique d’État d’Azerbaïdjan. Le 5 août, le concert de clôture a eu lieu avec la représentation de l’Orchestre de la Nouvelle-Russie. Boris Berezovsky (pianiste) et Dmitri Yablonski (comme chef d'orchestre) ont participé au festival. 
Le 4e Festival international de musique de Gabala s'est déroulé du 22 juillet au 5 août 2012. Le 4 juillet a été inauguré un concert consacré au 70e anniversaire de l'Artiste Musulman de l'URSS, le 24 juillet 2012. D'autres célébrations ont été consacrées au maestro Niyazi (100) et Fikrat Amirov (90).  Le festival a réuni 350 musiciens de 10 pays.  Les pièces musicales du concert étaient composées d'œuvres de compositeurs célèbres tels que Sergueï Rachmaninov, Richard Strauss, Johannes Brahms, Robert Schumann, Uzeyir Hajibeyov, Tofik Kouliyev et Vagif Mustafazadeh.  L'Orchestre symphonique d'État nommé d'après Uzeyir Hajibeylov la Chapelle de Chœur d'État d'Azerbaïdjan, l'orchestre de l'Académie de musique (Azerbaïdjan), l'orchestre philharmonique royal et l'orchestre de chambre des solistes de Moscou ont participé au festival,,. 
Le 5e Festival international de musique de Gabala s'est déroulé du 24 juillet au 6 août 2013. Musiciens de 11 pays Orchestre symphonique de Jérusalem, Orchestre symphonique de la Nouvelle Russie, Orchestre symphonique de l'Azerbaïdjan, groupe de jazz Septeto Santiaguero, solistes d'Oksana Yablonskaya Idil Biret Vadim Repin, Sergey Leyferkus, Farhad Badalbeyli, Dmitri Yablonski et d'autres ont apporté une contribution personnelle au concert. Dans le cadre du 5e Festival international de musique de Gabala, une soirée de musique de chambre a été organisée à la mémoire de Sergueï Rachmaninov. Les cérémonies de clôture ont été organisées par l’Orchestre symphonique de la Nouvelle Russie dirigé par Dmitri Yablonski.  
Le 6e Festival international de musique de Gabala s'est déroulé du 23 juillet au 1er août 2014 avec des musiciens et des orchestres traditionnels, l'Orchestre philharmonique de Johannesbourg, l'Ensemble de musique de chambre de Vienne et des représentants de différentes nations comme les États-Unis, l'Ukraine, la Russie. L'Espagne, Israël et l'Azerbaïdjan ont participé au festival.  
Le 7e Festival international de musique de Gabala s'est déroulé du 25 au 31 juillet 2015. Le festival était accompagné par l'orchestre de chambre de la « Weiner Academy » (Autriche), l'Orchestre de chambre d'État d'Azerbaïdjan Gara Garayev. Le concert d’ouverture du VII Festival international de musique de Gabala a débuté le 25 juillet par les représentations de «Orchestra Filarmonica Italiana».
Le 8e Festival international de musique de Gabala a été organisé entre le 30 juillet et le 5 août 2016. Musiciens, collectifs d’art, solistes, chefs d’Azerbaïdjan, Autriche, Bulgarie, Russie, Turquie, Ukraine, États-Unis, Italie, France, Espagne, Israël, Lituanie et Cuba a assisté au festival,.

## Galerie

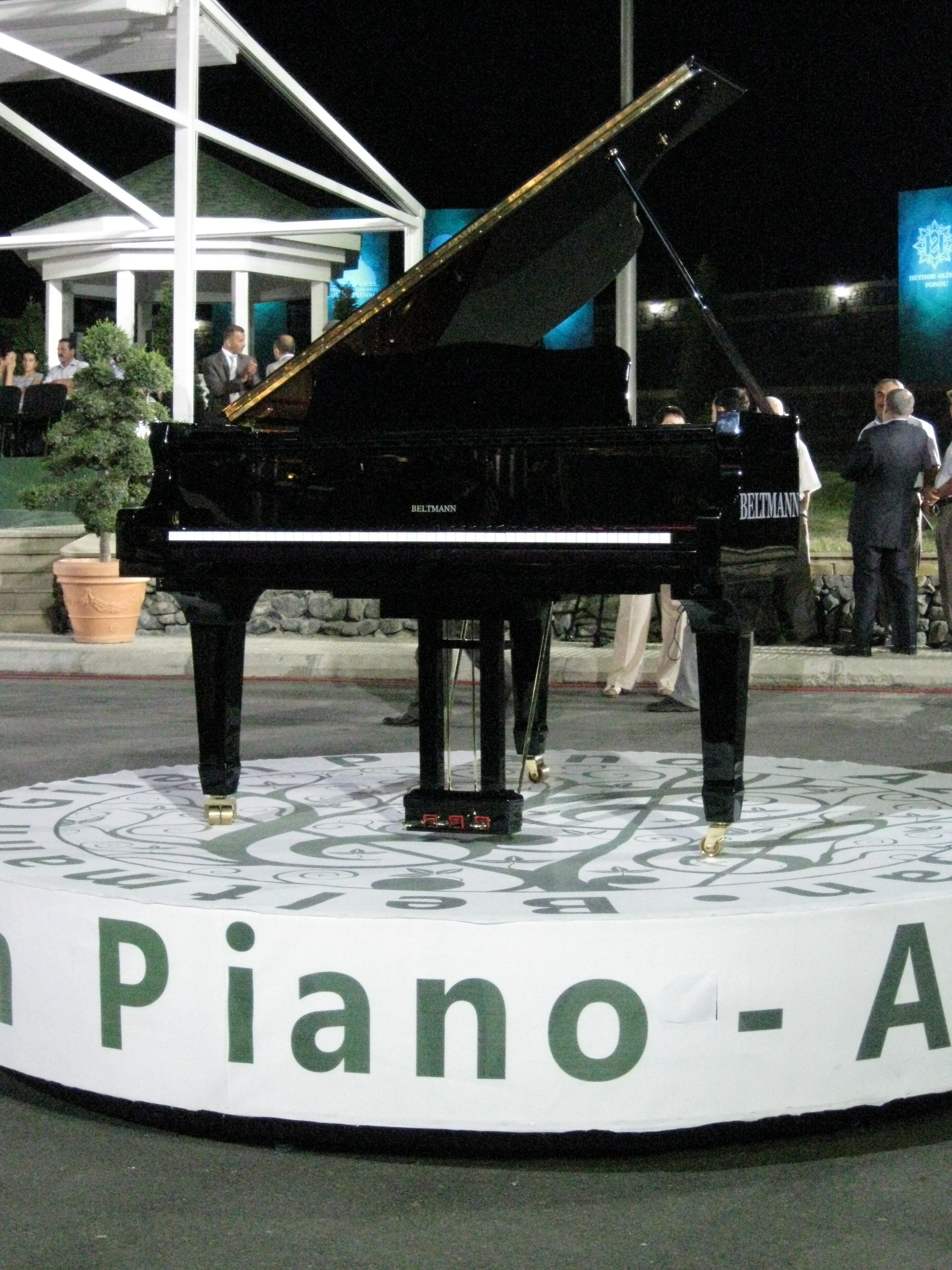
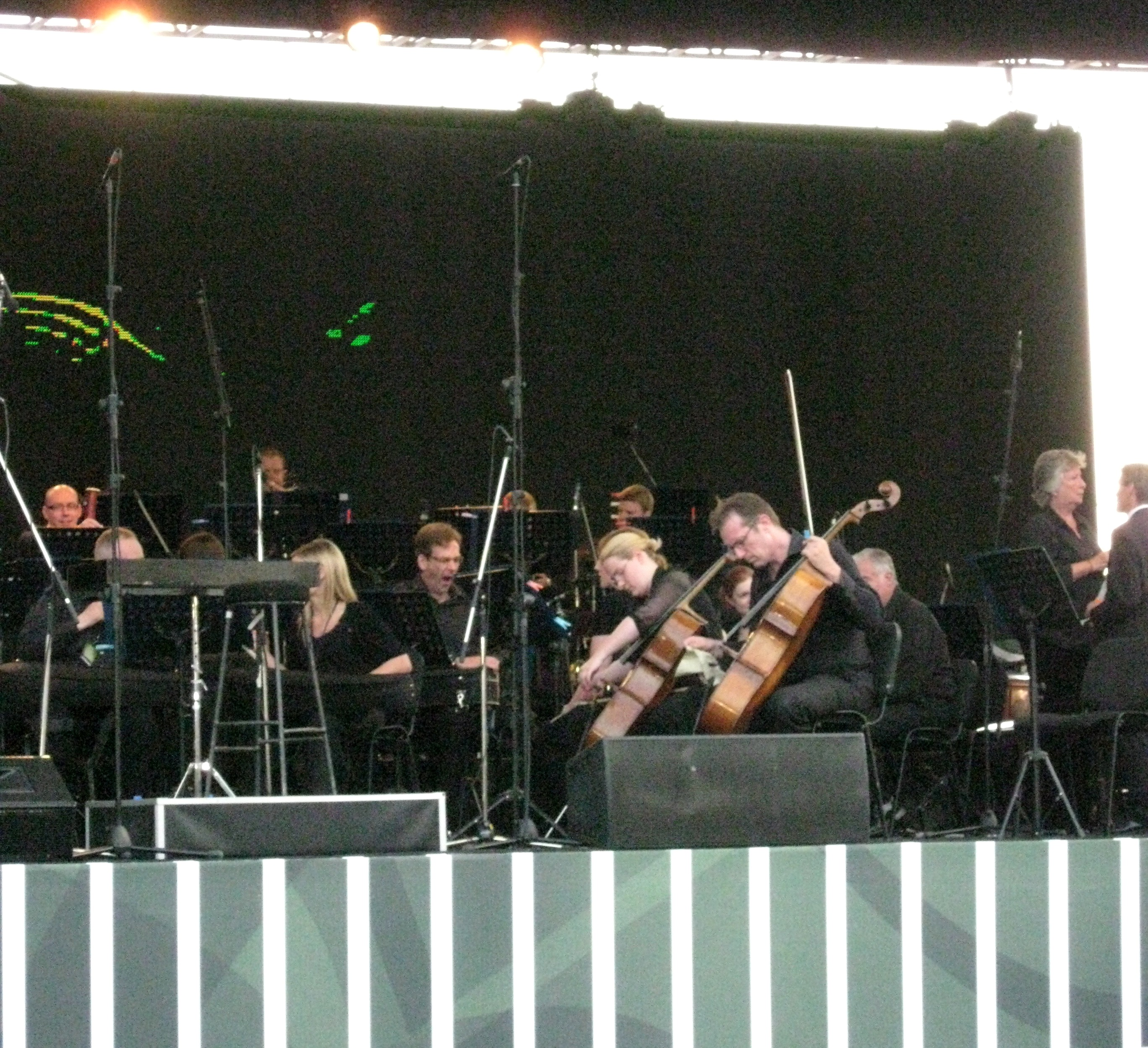
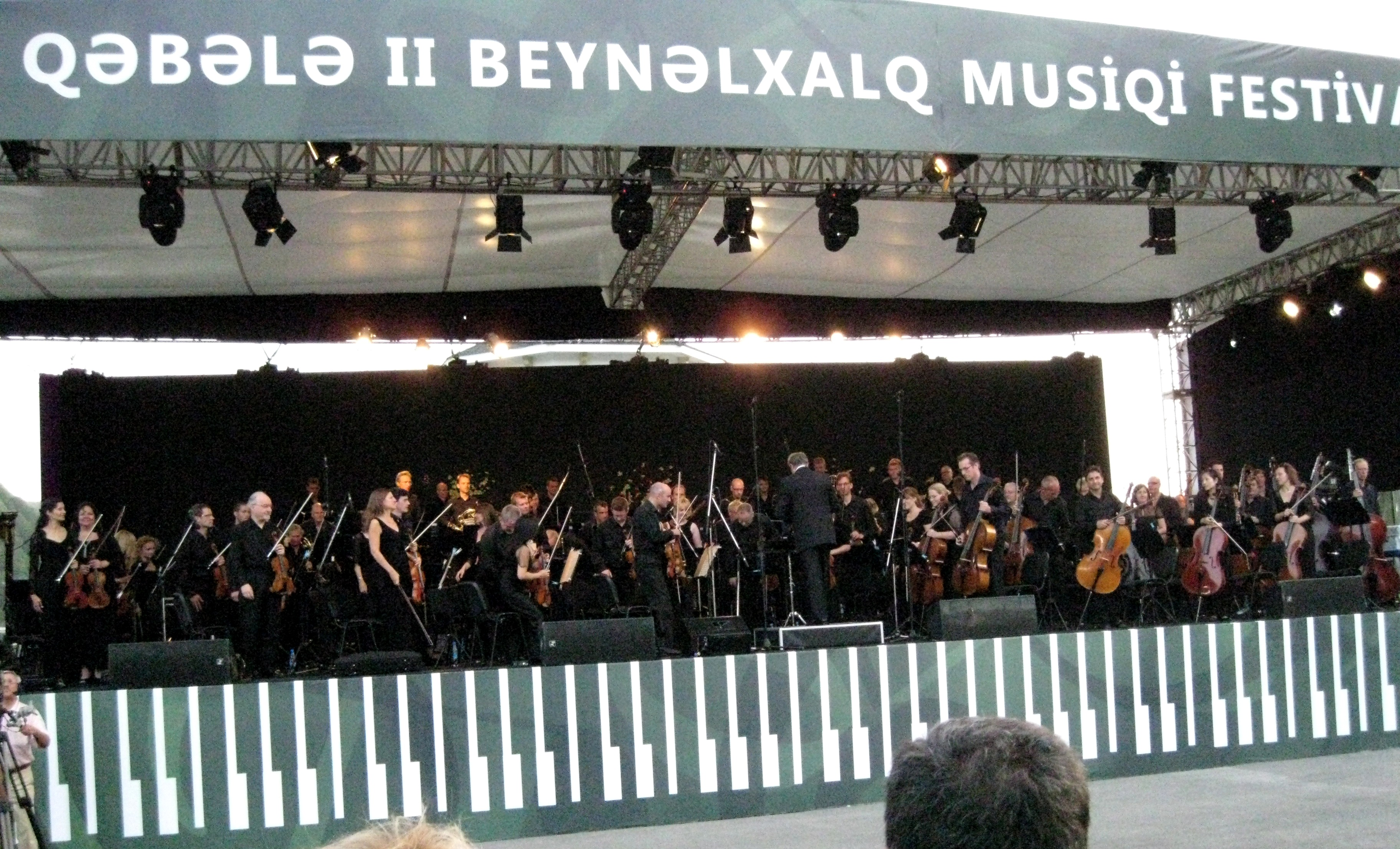
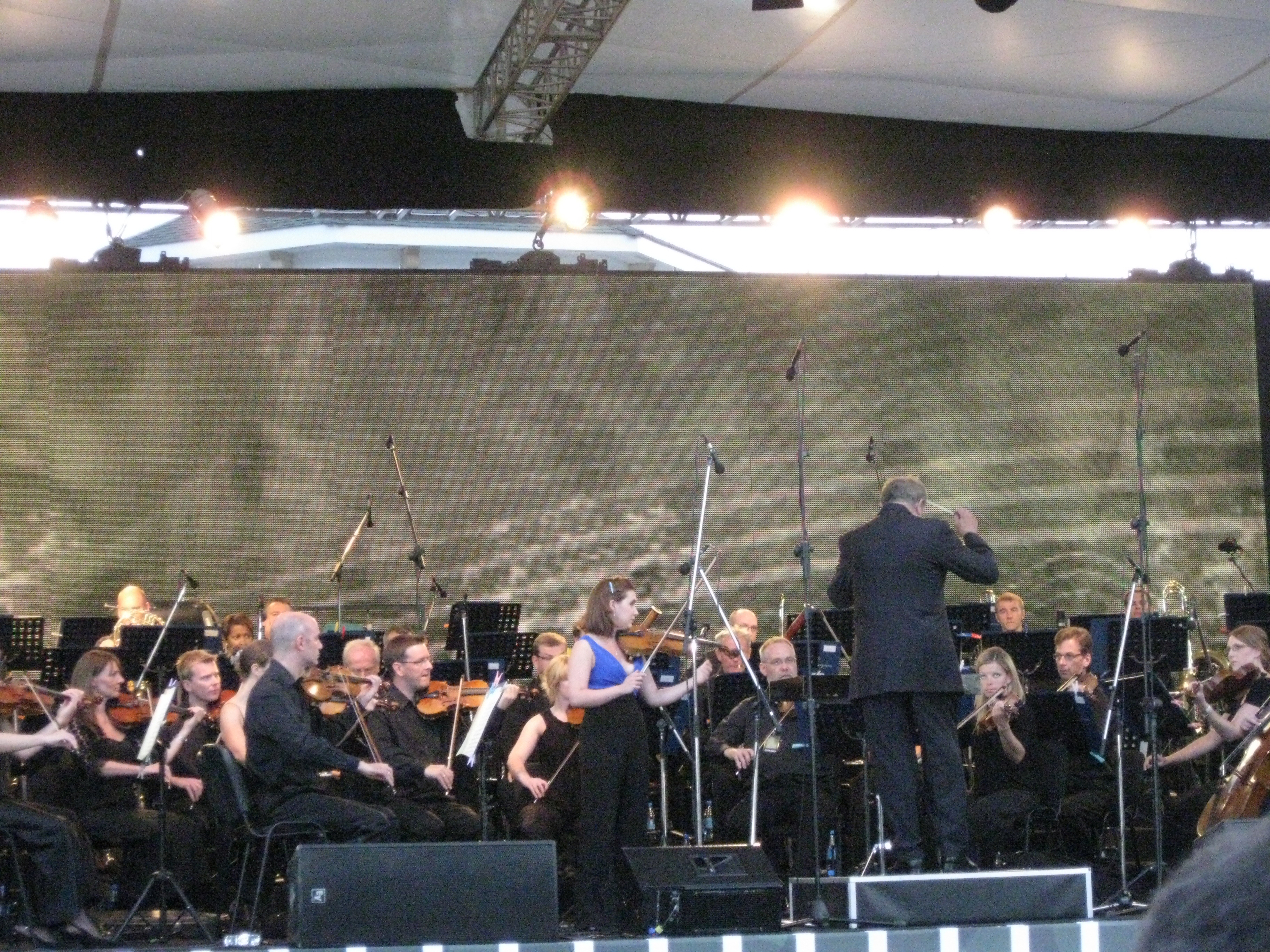
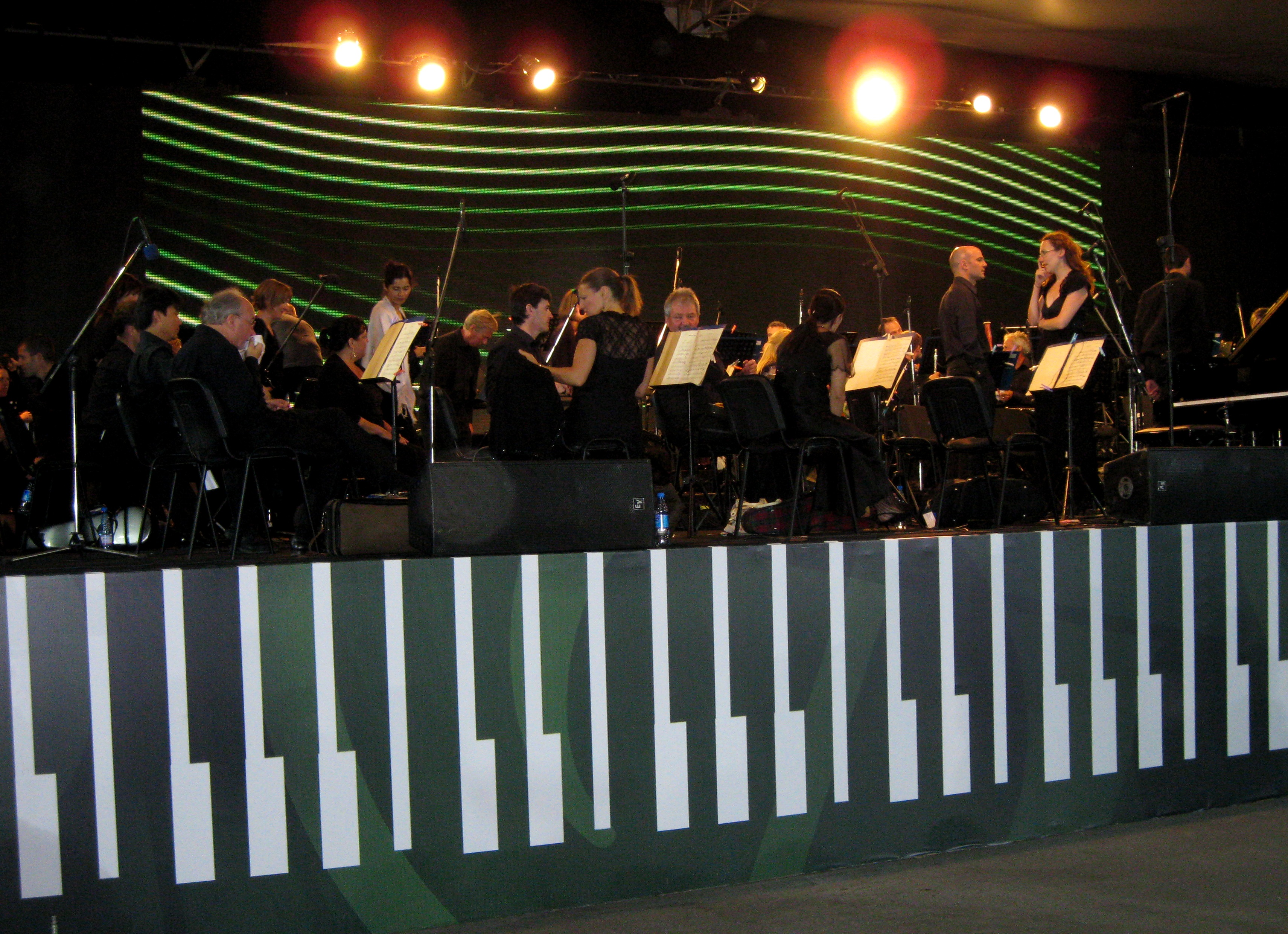
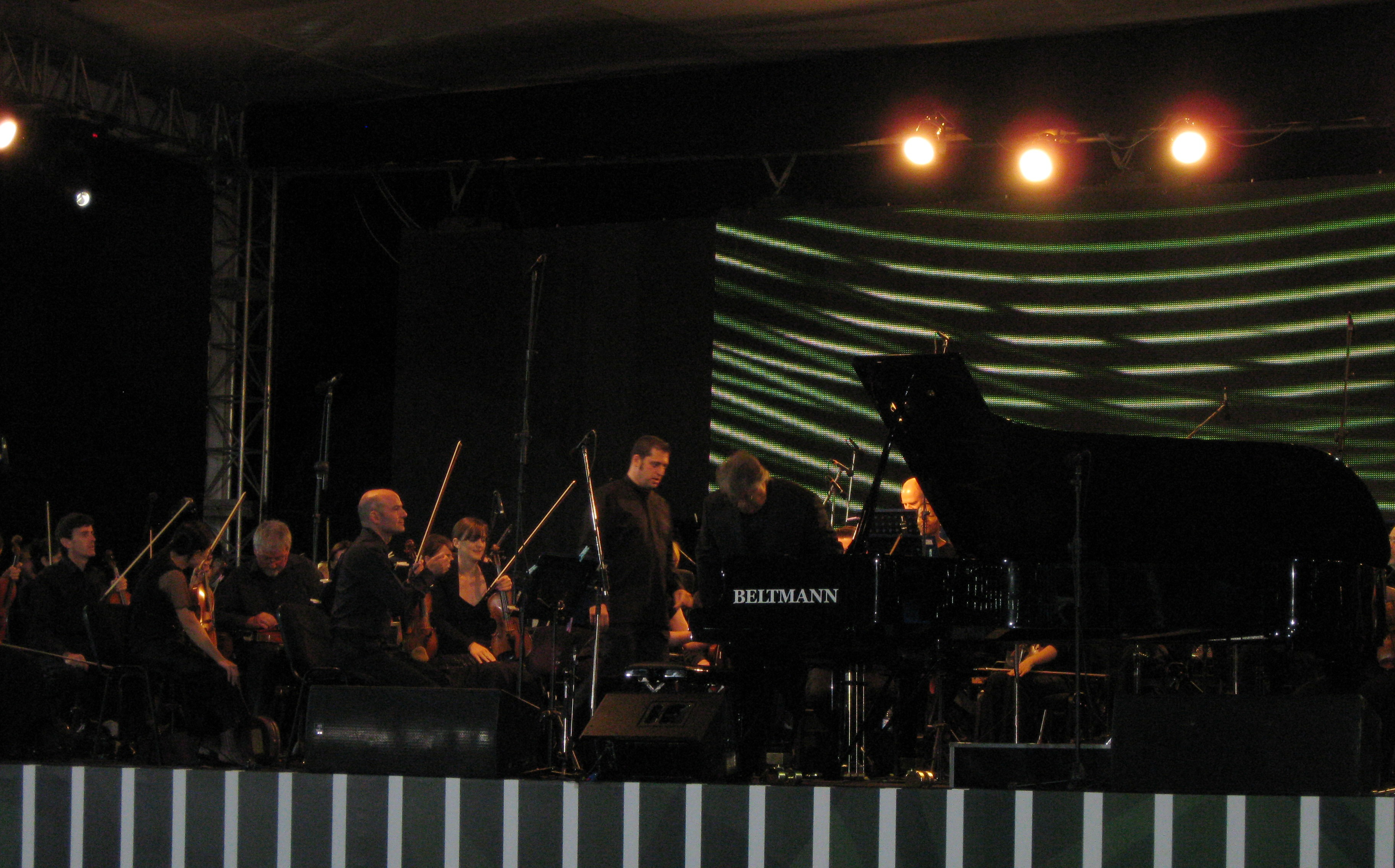